# Редлендс (Калифорния)
Редлендс (англ. Redlands) — город в округе Сан-Бернардино в штате Калифорния (США).
По данным переписи населения 2010 года, численность населения составляет 68747 жителей, в настоящее время предположительно чуть более 70 тысяч человек. Город расположен приблизительно в 16 км на восток от центра города Сан-Бернардино. Географические координаты 34,06° с. ш., 117,17° з. д. Площадь 92,5 кв. км.

## История
Территория, занимаемая в настоящее время городом Редлендс изначально была частью территории племён Моронго и Агуас Кальентес (народность Cahuilla). Такие первопроходцы, как Педро Фагес и Франсиско Гарсес, стремились в 1770-х годах распространить католическое влияние на коренные народы и владычество испанской короны. Расположенную чуть западнее современного Редлендса деревню Серрано (горное поселение Cahuilla) в 1810 году почтил своим визитом Фр. Францизко Думетс, поэтому место было выбрано в качестве форпоста миссии. Это случилось 20 мая, в день памяти Святого Бернардино из Сиены, поэтому весь регион назвали долиной Сан-Бернардино. Францисканские монахи из миссии Сан-Габриэль открыли в 1819 году «Асистенцию Сан-Бернардино», в которой учили местное население сельскому хозяйству и обустройству постоянных поселений. В 1822 году после победы в войне за независимость ранее принадлежавшие Испании земли перешли в распоряжение Мексиканского правительства.
В 1842 году семейство Луго приобрело ранчо Сан-Бернардино и обустроило здесь первое цивилизованное поселение в этом регионе. Местность на северо-западе от современного Редлендса, по обе стороны реки Санта-Ана, стала называться Лугония. В 1851 году здесь поселились первые англоязычные жители в лице нескольких сотен Мормонских первопоселенцев, которые приобрели всё ранчо Сан-Бернардино, неподалеку основали город Сан-Бернардино и создали процветающее фермерское хозяйство, орошаемое многочисленными озерами и реками c гор Сан-Бернардино. Мормонская община резко снялась с места в 1857 году, вызванная в штат ЮтаБригамом Янгом в ходе несогласий с Федеральным правительством, что в конечном итоге привело к непродолжительной войне в Юте.
Первым поселенцем на территории современного Редлендса был скотовод, построивший хижину в 1865 году. В 1869 поблизости поселился Бэрри Робертс, а годом позже прибыли семьи Зобе и Гловер. Первый школьный учитель Джордж У. Битти появился в Лугонии в 1874 году, а вскоре приехал первый афро-американский поселенец, Израэль Бил.
Город посетили три американских президента: первым был Уильям Маккинли в 1901 году, затем Теодор Рузвельт в 1903 году и Уильям Говард Тафт в 1909 году. В середине–конце 20 века в Редлендсе развивались разнообразные предприятия лёгкой промышленности, а также появился спальный район для военнослужащих и работников авиационно-космической отрасли.

## География
По данным Бюро переписи населения США, общая площадь города 36,4 кв. миль (94 км2): 36,1 кв. миль (93 км2) суши, и 0,3 квадратных мили (0,78 км2) (0,83 %) воды

### Климат
Климат в этой области часто называют средиземноморским, с очень сухим и жарким летом.
Приведенные ниже данные скомпилированы на основании метеонаблюдений за период с 1898 по 2015 гг., По данным Западного регионального климатического центра (Western Regional Climate Center).
| Климатические данные по Ределендсу (Калифорния) | Климатические данные по Ределендсу (Калифорния) | Климатические данные по Ределендсу (Калифорния) | Климатические данные по Ределендсу (Калифорния) | Климатические данные по Ределендсу (Калифорния) | Климатические данные по Ределендсу (Калифорния) | Климатические данные по Ределендсу (Калифорния) | Климатические данные по Ределендсу (Калифорния) | Климатические данные по Ределендсу (Калифорния) | Климатические данные по Ределендсу (Калифорния) | Климатические данные по Ределендсу (Калифорния) | Климатические данные по Ределендсу (Калифорния) | Климатические данные по Ределендсу (Калифорния) | Климатические данные по Ределендсу (Калифорния) |
| Месяц                                           | Январь                                          | Февраль                                         | Март                                            | Апрель                                          | Май                                             | Июнь                                            | Июль                                            | Август                                          | Сентябрь                                        | Октябрь                                         | Ноябрь                                          | Декабрь                                         | Среднегодовое                                   |
| ----------------------------------------------- | ----------------------------------------------- | ----------------------------------------------- | ----------------------------------------------- | ----------------------------------------------- | ----------------------------------------------- | ----------------------------------------------- | ----------------------------------------------- | ----------------------------------------------- | ----------------------------------------------- | ----------------------------------------------- | ----------------------------------------------- | ----------------------------------------------- | ----------------------------------------------- |
| Рекордно высокие °F (°C)                        | 93 (34)                                         | 92 (33)                                         | 97 (36)                                         | 106 (41)                                        | 109 (43)                                        | 114 (46)                                        | 118 (48)                                        | 113 (45)                                        | 115 (46)                                        | 110 (43)                                        | 98 (37)                                         | 90 (32)                                         | 118 (48)                                        |
| Ср. макс. °F (°C)                               | 79.7 (26.5)                                     | 81.3 (27.4)                                     | 85.6 (29.8)                                     | 91.5 (33.1)                                     | 96.0 (35.6)                                     | 101.5 (38.6)                                    | 104.8 (40.4)                                    | 104.6 (40.3)                                    | 103.5 (39.7)                                    | 96.8 (36.0)                                     | 87.6 (30.9)                                     | 80.2 (26.8)                                     | 107.4 (41.9)                                    |
| Ср. высокие °F (°C)                             | 64.8 (18.2)                                     | 66.1 (18.9)                                     | 69.1 (20.6)                                     | 73.8 (23.2)                                     | 78.6 (25.9)                                     | 86.8 (30.4)                                     | 94.5 (34.7)                                     | 94.3 (34.6)                                     | 90.2 (32.3)                                     | 81.0 (27.2)                                     | 72.6 (22.6)                                     | 65.8 (18.8)                                     | 78.1 (25.6)                                     |
| Ср. низкие °F (°C)                              | 39.4 (4.1)                                      | 41.3 (5.2)                                      | 43.6 (6.4)                                      | 46.8 (8.2)                                      | 51.2 (10.7)                                     | 55.2 (12.9)                                     | 60.3 (15.7)                                     | 60.7 (15.9)                                     | 57.6 (14.2)                                     | 51.3 (10.7)                                     | 44.0 (6.7)                                      | 39.6 (4.2)                                      | 49.3 (9.6)                                      |
| Ср. мин. °F (°C)                                | 29.7 (−1.3)                                     | 32.3 (0.2)                                      | 34.7 (1.5)                                      | 38.0 (3.3)                                      | 42.8 (6.0)                                      | 55.2 (12.9)                                     | 60.3 (15.7)                                     | 52.7 (11.5)                                     | 49.1 (9.5)                                      | 42.3 (5.7)                                      | 34.6 (1.4)                                      | 30.0 (−1.1)                                     | 27.1 (−2.7)                                     |
| Ркордно низкие °F (°C)                          | 18 (−8)                                         | 25 (−4)                                         | 28 (−2)                                         | 31 (−1)                                         | 33 (1)                                          | 40 (4)                                          | 49 (9)                                          | 46 (8)                                          | 41 (5)                                          | 28 (−2)                                         | 26 (−3)                                         | 23 (−5)                                         | 18 (−8)                                         |
| Ср. осадки в дюймах (мм)                        | 2.68 (68)                                       | 2.64 (67)                                       | 2.28 (58)                                       | 1.17 (30)                                       | 0.47 (12)                                       | 0.10 (2.5)                                      | 0.07 (1.8)                                      | 0.15 (3.8)                                      | 0.28 (7.1)                                      | 0.69 (18)                                       | 1.13 (29)                                       | 1.89 (48)                                       | 13.55 (345.2)                                   |
| Source: WRCC                                    |                                                 |                                                 |                                                 |                                                 |                                                 |                                                 |                                                 |                                                 |                                                 |                                                 |                                                 |                                                 |                                                 |

## Транспорт

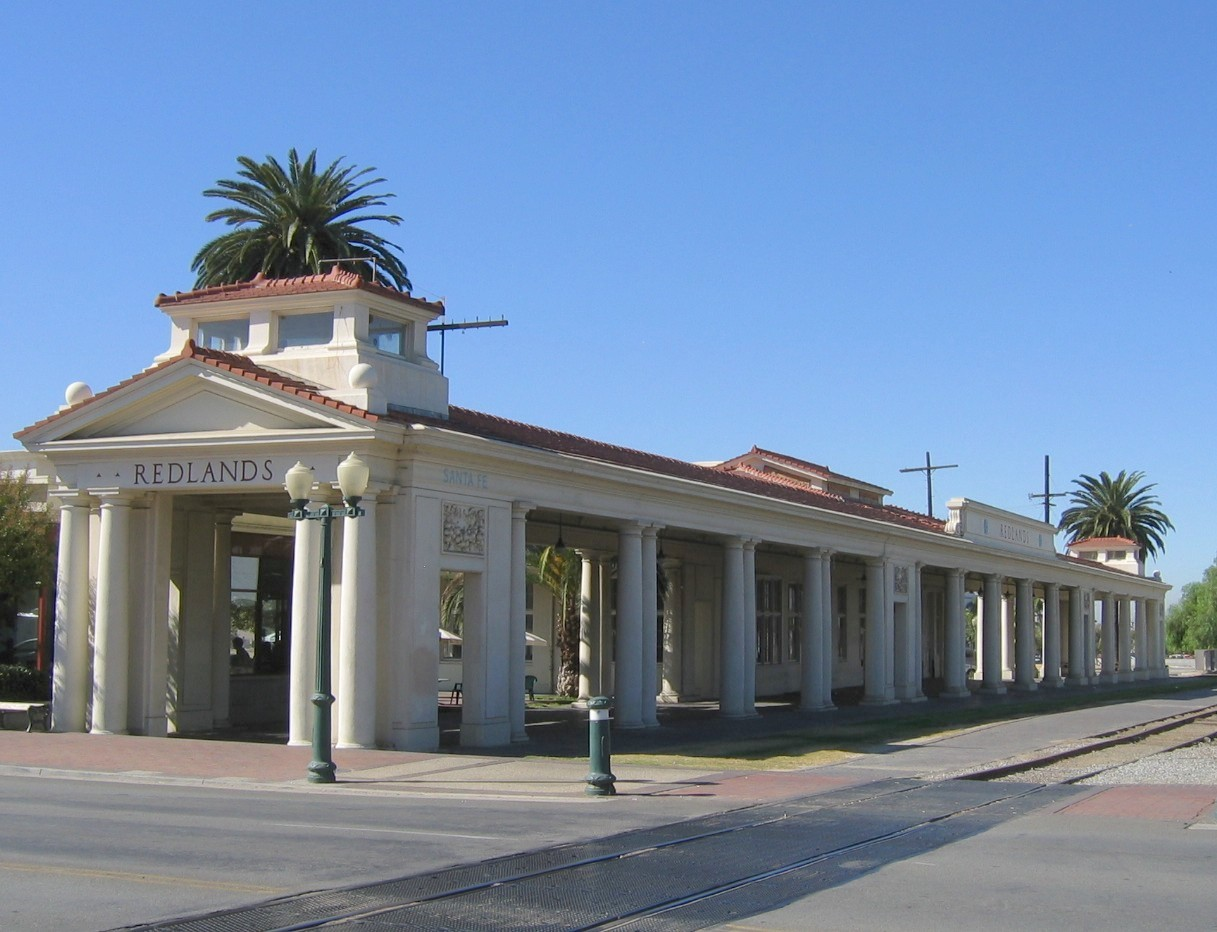
Здание железнодорожного вокзала в городе Редлендс (штат Калифорния) построено по проекту архитектора Артура Брауна-младшего в 1909 году.

## Образование

### Высшее образование

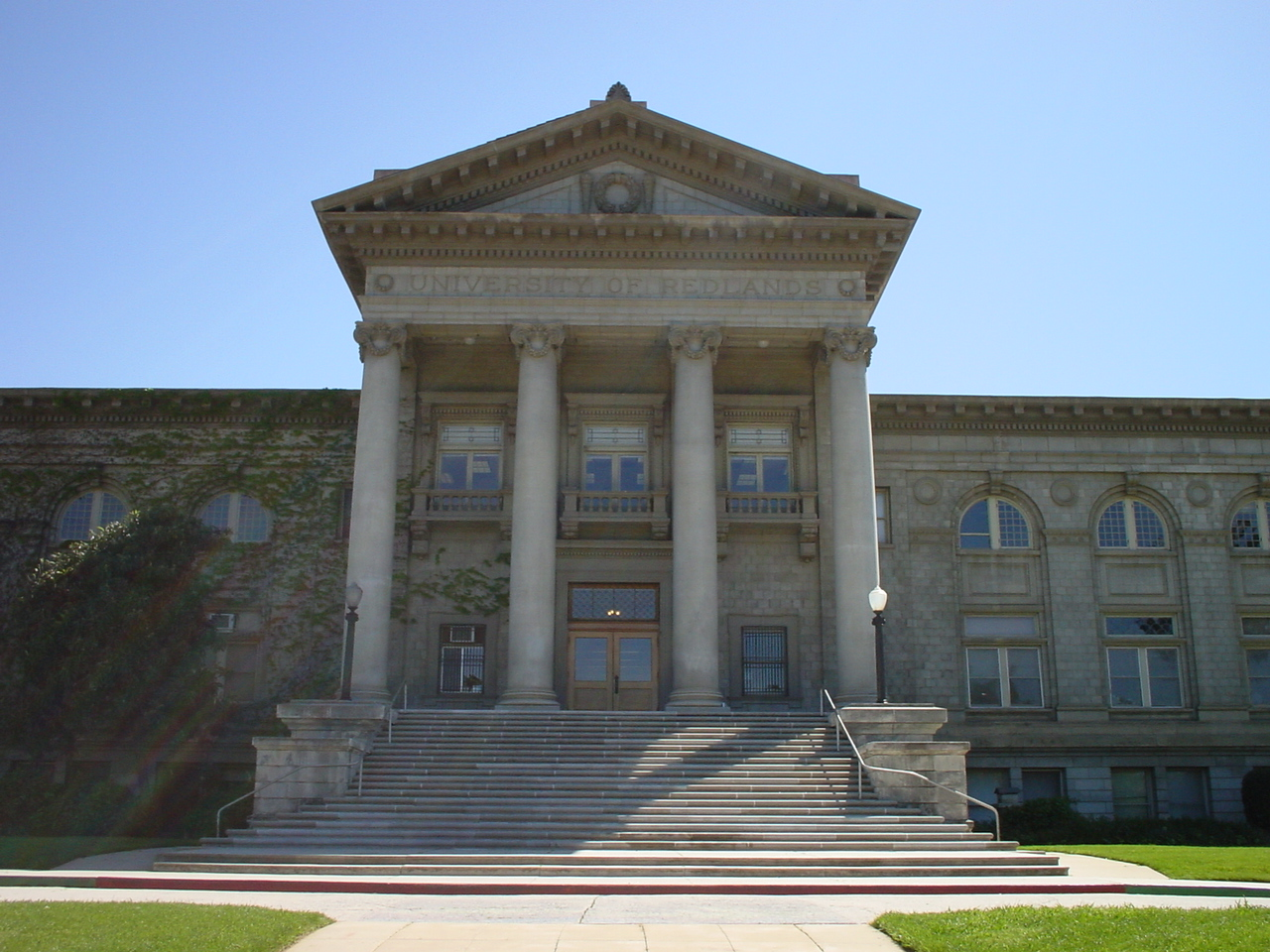
Университет Редлендса

- University of Redlands